# Городская усадьба Боковых
Городская усадьба Боковых — здание-достопримечательность в Москве. Расположено в Таганском районе Центрального административного округа по адресу: улица Солянка, дом 15. Имеет статус объекта культурного наследия федерального значения.

## История
Главный дом городская усадьба купцов Боковых строился с 1806 года по 1812 год по проекту архитектора Д. И. Жильярди и А. Г. Григорьева. Согласно задумке авторов в особняке должно быть комнаты двух типов: жилые и хозяйственные.
Во время советской власти помещение занимало два магазина: продуктовый и винный. В 1990-е годы оба магазинов закрыли и дом реконструировали.

## Архитектура
Архитекторы — Д. И. Жильярди и А. Г. Григорьев. Дом состоял из двух этажей, подвалов, со стороны улицы находились антресоли. Здание выдержано в стиле классицизм: имеется мезонин. После реконструкции стены особняка украшены лепниной, её обычно использовали в оформлении исторических зданий Китай-города.